# Episodi di Soko 5113 (quarantunesima stagione)
La quarantunesima stagione della serie televisiva Soko 5113 è stata trasmessa in anteprima in Germania dalla ZDF tra il 5 ottobre 2015 e il 21 marzo 2016.
| nº | Titolo originale       | Titolo italiano | Prima TV Germania | Prima TV Italia |
| -- | ---------------------- | --------------- | ----------------- | --------------- |
| 1  | Muffel tot!            |                 | 5 ottobre 2015    |                 |
| 2  | Herzblut               |                 | 12 ottobre 2015   |                 |
| 3  | Tod hinter Gittern     |                 | 19 ottobre 2015   |                 |
| 4  | Die schwarze Acht      |                 | 26 ottobre 2015   |                 |
| 5  | Black Monk             |                 | 2 novembre 2015   |                 |
| 6  | Westend                |                 | 9 novembre 2015   |                 |
| 7  | Opfer                  |                 | 16 novembre 2015  |                 |
| 8  | Haus Nr. 7             |                 | 23 novembre 2015  |                 |
| 9  | Strahlemann            |                 | 30 novembre 2015  |                 |
| 10 | Boazn Blues            |                 | 7 dicembre 2015   |                 |
| 11 | Offline                |                 | 14 dicembre 2015  |                 |
| 12 | Der Weg der Leber      |                 | 21 dicembre 2015  |                 |
| 13 | Das irische Mädchen    |                 | 28 dicembre 2015  |                 |
| 14 | Restart                |                 | 4 gennaio 2016    |                 |
| 15 | Quid Pro Quo           |                 | 11 gennaio 2016   |                 |
| 16 | Der Ring               |                 | 18 gennaio 2016   |                 |
| 17 | Fuxjagd                |                 | 25 gennaio 2016   |                 |
| 18 | Falling Down           |                 | 1º febbraio 2016  |                 |
| 19 | Warmes Bier geht nicht |                 | 8 febbraio 2016   |                 |
| 20 | Jackpot                |                 | 15 febbraio 2016  |                 |
| 21 | Der Kuss               |                 | 22 febbraio 2016  |                 |
| 22 | Kornkreise             |                 | 29 febbraio 2016  |                 |
| 23 | Süßes Gift             |                 | 7 marzo 2016      |                 |
| 24 | Der Angriff (Teil 1)   |                 | 14 marzo 2016     |                 |
| 25 | Der Angriff (Teil 2)   |                 | 21 marzo 2016     |                 |